# Anka Dugopoljac
Anka Dugopoljac je hrvatska rukometašica iz Splita. Igrala je za jugoslavensku reprezentaciju.